# Матьё, Рафаэль
Рафаэ́ль Матьё (фр. Raphaël Mathieu; род. 18 октября 1983, Монреаль, Квебек) — французский кёрлингист.
В составе мужской сборной Франции участник зимних Олимпийских игр 2010 года (заняли седьмое место); участник четырёх чемпионатов мира (лучший результат — пятое место в 2008), четырёх чемпионатов Европы (лучший результат — пятое место в 2009). В составе юниорской мужской сборной Франции участник чемпионата мира 2001 (заняли десятое место).
Играл на позиции первого.

## Команды
| Сезон   | Четвёртый   | Третий        | Второй         | Первый          | Запасной                                                   | Турниры                                                |
| ------- | ----------- | ------------- | -------------- | --------------- | ---------------------------------------------------------- | ------------------------------------------------------ |
| 2000—01 | Ришар Дюкро | Жюльен Шарле  | Рафаэль Матьё  | Жереми Фрариерь | Тони Анжибу тренер: Тома Дюфур                             | ЧМЮ-Б 2001                                             |
| 2000—01 | Ришар Дюкро | Рафаэль Матьё | Жюльен Шарле   | Тони Анжибу     | Жереми Фрариерь тренер: Тома Дюфур                         | ЧМЮ 2001 (10 место)                                    |
| 2002—03 | Ришар Дюкро | Рафаэль Матьё | Тони Анжибу    | Cyril Roux      | Вильфрид Куло                                              | ЧМЮ-Б 2003 (4 место)                                   |
| 2006—07 | Тома Дюфур  | Тони Анжибу   | Жан Анри Дюкро | Рафаэль Матьё   | Ришар Дюкро                                                | ЧЕ 2006 (7 место)                                      |
| 2006—07 | Тома Дюфур  | Тони Анжибу   | Жан Дюкро      | Ришар Дюкро     | Рафаэль Матьё тренер: Даниэль Рафаэль                      | ЧМ 2007 (7 место)                                      |
| 2007—08 | Тома Дюфур  | Тони Анжибу   | Жан Дюкро      | Ришар Дюкро     | Рафаэль Матьё тренеры: Эрве Пуаро (ЧЕ), André Ferland (ЧМ) | ЧЕ 2007 (7 место) ЧМ 2008 (5 место)                    |
| 2008—09 | Тома Дюфур  | Тони Анжибу   | Ришар Дюкро    | Жан Дюкро       | Рафаэль Матьё тренер: André Ferland                        | ЧЕ 2008 (6 место)                                      |
| 2008—09 | Тома Дюфур  | Тони Анжибу   | Жан Дюкро      | Ришар Дюкро     | Рафаэль Матьё тренер: André Ferland                        | ЧМ 2009 (8 место)                                      |
| 2009—10 | Тома Дюфур  | Тони Анжибу   | Жан Дюкро      | Ришар Дюкро     | Рафаэль Матьё тренер: André Ferland                        | ЧЕ 2009 (5 место) ЗОИ 2010 (7 место) ЧМ 2010 (9 место) |

(скипы выделены полужирным шрифтом)